# Ivo Zupanič
Ivo Zupanič, slovenski agronom, vinogradniški in vinarski strokovnjak, * 9. december 1890, Vajgen, † 26. junij 1986, Maribor.

## Življenje in delo
Ljudsko šolo je obiskoval v Jareninskem Dolu (1897–1902), klasično gimnazijo v Mariboru (1902–1910), agronomijo pa je študiral na visoki kmetijski šoli na Dunaju (1911–1914) in v Zagrebu (1920–1921). Leta 1914 je bil mobiliziran v avstro-ogrsko vojsko, na ruski fronti ujet, 1916 stopil v jugoslovansko prostovoljno divizijo Matija Gubec in se prek Sibirije 1920 vrnil v domovino. Specializacijo iz vinarstva je opravil 1922–1923 na inštitutih v Klosterneuburgu in Geisenheimu, profesorski izpit pa 1927 na Agronomski fakulteti v Zagrebu. Bil je suplent in profesor na srednji vinarski in sadjarski šoli v Mariboru (1922–1928), referent pri oblastnem odboru v Mariboru (1928–1930) in banski upravi v Ljubljani (1930–1932), ravnatelj kmetijske šole na Grmu pri Novem mestu (do 1936), referent na okrajnem glavarstvu Ljutomer (1936), vinarski inšpektor banske uprave v Ljubljani (1936–1941) in pokrajinske uprave Ljubljanske pokrajine (1941–1945), referent za vinogradništvo in vinarstvo ministrstva za kmetijstvo LRS (1945–1946), direktor Inštituta za vinarstvo v Mariboru (1946–1959). Leta 1959 se je upokojil.  
Zupančič je bil med organizatorji Vinarskega društva za dravsko banovino (1927) in njegovega strokovnega glasila Naše gorice, Inštituta za vinarstvo (1946) v Mariboru ter organizator mnogih domačih in mednarodnih vinskih razstav. Več kot 30 let je vodil republiško  ocenjevalno komisijo za vino v izvozu ter več let mednarodno komisijo na Vinskem sejmu v Ljubljani. Od 1980 je bil častni član Zveze tehnikov in inženirjev Slovenije in Društva enologov Slovenije. Za svoje delo je prejel red dela z zlatim vencem (1981) in več drugih priznanj. 
Preučeval je trsni izbor in vina v Sloveniji, načine obnove vinogradov in vzgoje trte, raziskoval zgodovino vinogradništva in vinske trgovine. Poleg strokovnih člankov je objavil knjige Vinske bolezni in napake (1938),  Gostilničarsko kletarstvo (1941) in Zgodovina vinogradništva Slovenskih goric (1969)..